# St. Maria (Schramberg)

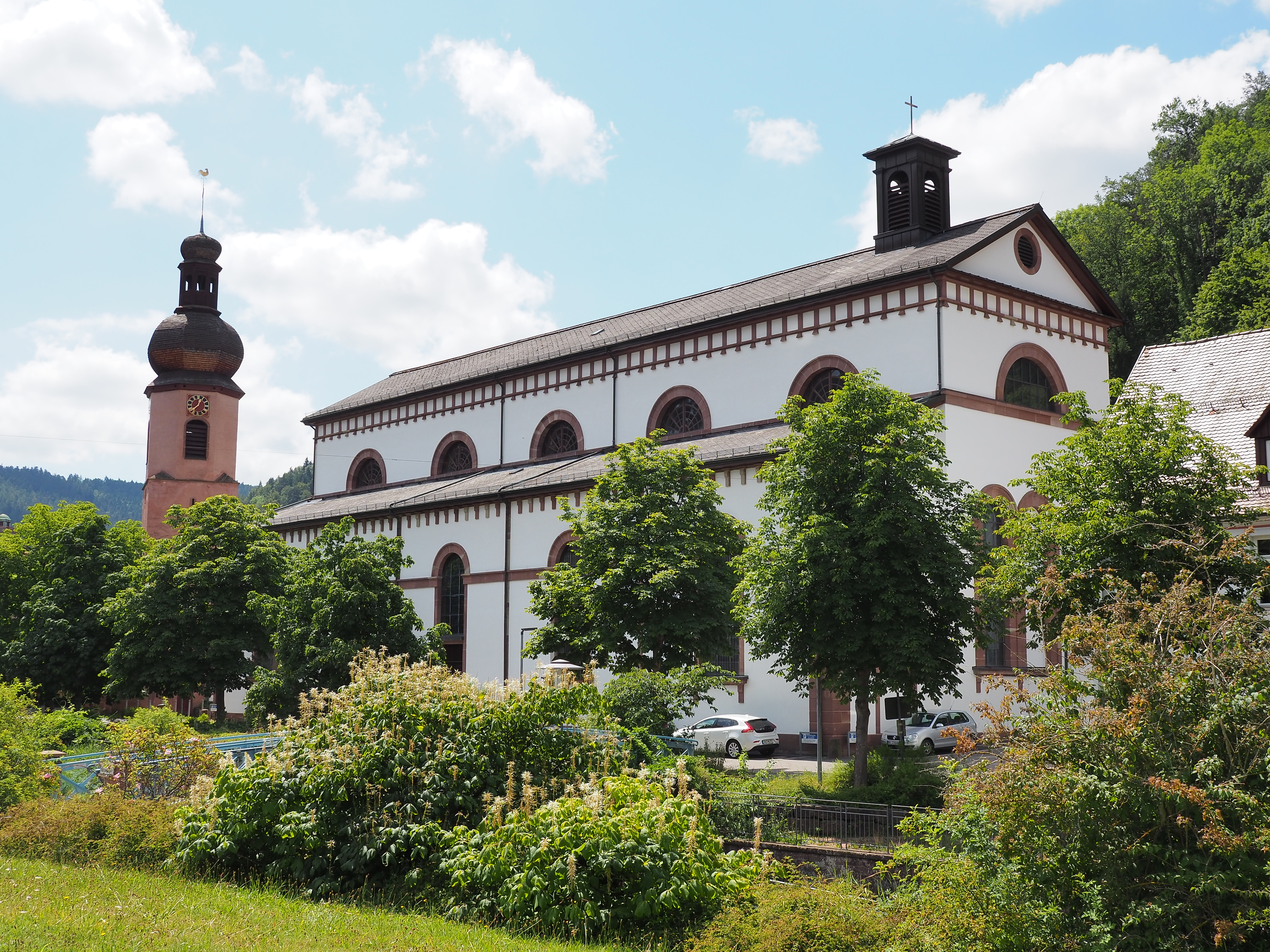
St. Maria

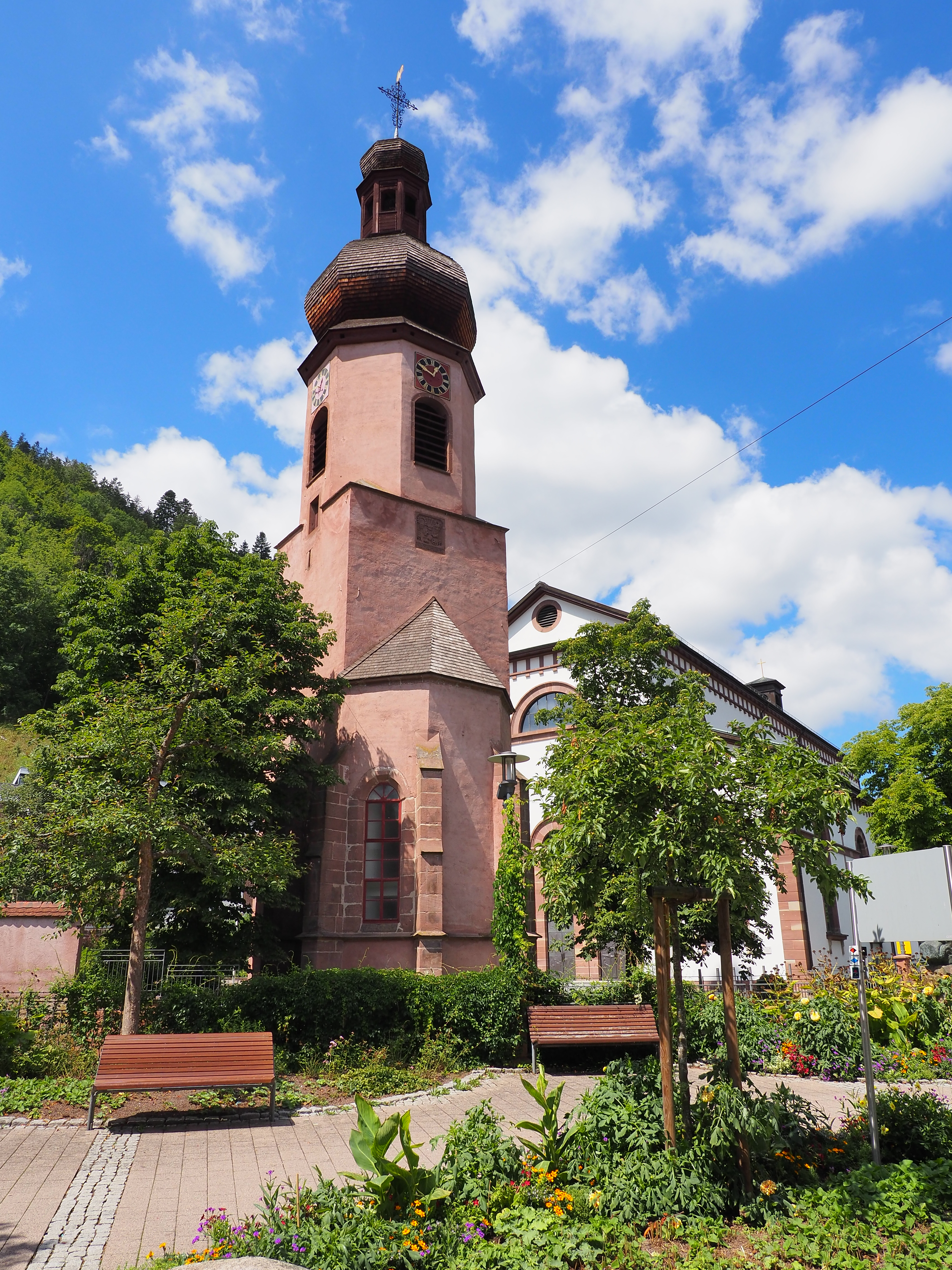
Der barocke Kirchturm, Überrest der alten Pfarrkirche St. Nikolaus

Die Stadtpfarrkirche St. Maria in Schramberg ist eine spätklassizistische Kirche. Seit 1997 besitzt sie eine moderne Innenraumgestaltung. Sie ist eine von zwei Kirchen der katholischen Pfarrgemeinde St. Maria–Heilig Geist, Schramberg.

## Geschichte und Gestaltung

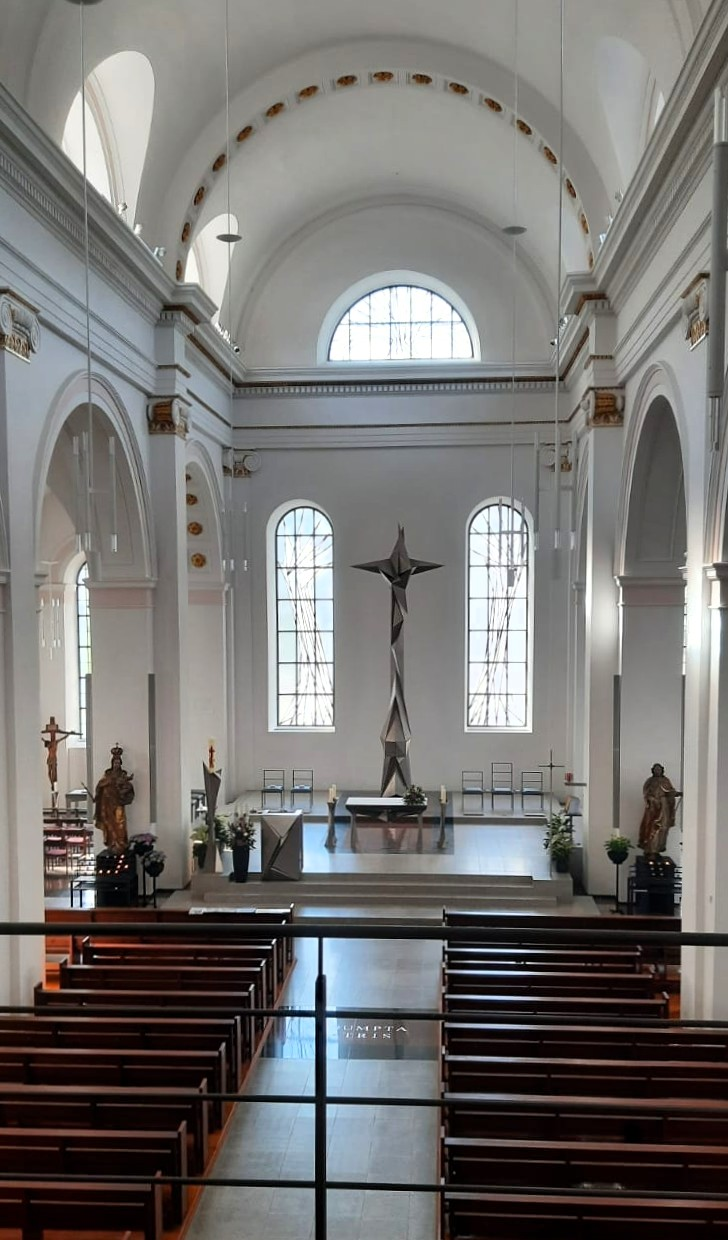
Innenraum

Unterhalb des Schramberger Schlossbergs befand sich seit dem Mittelalter die Pfarrkirche St. Nikolaus und St. Johannes der Täufer, umgeben von einem Friedhof. Sie wurde im frühen 18. Jahrhundert umgestaltet, genügte aber zu Beginn des 19. Jahrhunderts für die gewachsene Gemeinde nicht mehr.
Die neue, große, aber turmlose St.-Maria-Kirche wurde zwischen 1838 und 1844 in unmittelbarer Nähe der St.-Nikolaus-Kirche nach den Plänen von Bauinspektor Carl Christian Nieffer erbaut, einem Schüler des Stuttgarter Architekten und Hofbaumeisters Nikolaus Friedrich von Thouret. Nieffer orientierte sich an den spätantiken Basiliken. Der Innenraum wurde von ihm streng achsensymmetrisch entworfen; seine Hauptmaße sind im Verhältnis 2:1 gestaltet. Nur im Chorraum erhielten sich die in ionischer Ordnung gestalteten Stilelemente der Kirche, wie Kapitelle, Rosetten, Kranzgesims und Architrav.
Die St.-Nikolaus-Kirche wurde 1972 abgerissen. Lediglich ihr 1716 erbauter Turm mit Zwiebelhelm direkt an der Schiltach blieb erhalten und ist über den Kirchhof mit der neuen Kirche verbunden.
Bei der Renovierung Ende der 1990er Jahre entschied sich die Gemeinde für eine moderne Gestaltung des Altarraums durch den Rottweiler Stahlbildhauer Erich Hauser (1930–2004). Damit weist der Innenraum auch eine „ästhetische Einheitlichkeit“ auf, die es in der bis dahin 150-jährigen Geschichte der Kirche nicht gab. Die zugemauerten Chorfenster wurden wieder geöffnet. Durch die beiden Rundbogenfenster und das darüber liegende Halbrundfenster aus weißem Industrieglas wird der Kirchenraum wesentlich heller.

## Orgel
Die dreimanualige Orgel mit 36 Registern wurde 1844 von Eberhard Friedrich Walcker als Opus 46 gebaut. Als Besonderheit besitzt sie eine Physharmonika, die über das dritte Manual gespielt wird. Während die Windladen des ersten und zweiten Manuals bereits mit Kegelladen gebaut wurden, verfügt das Pedalwerk noch über Schleifladen.

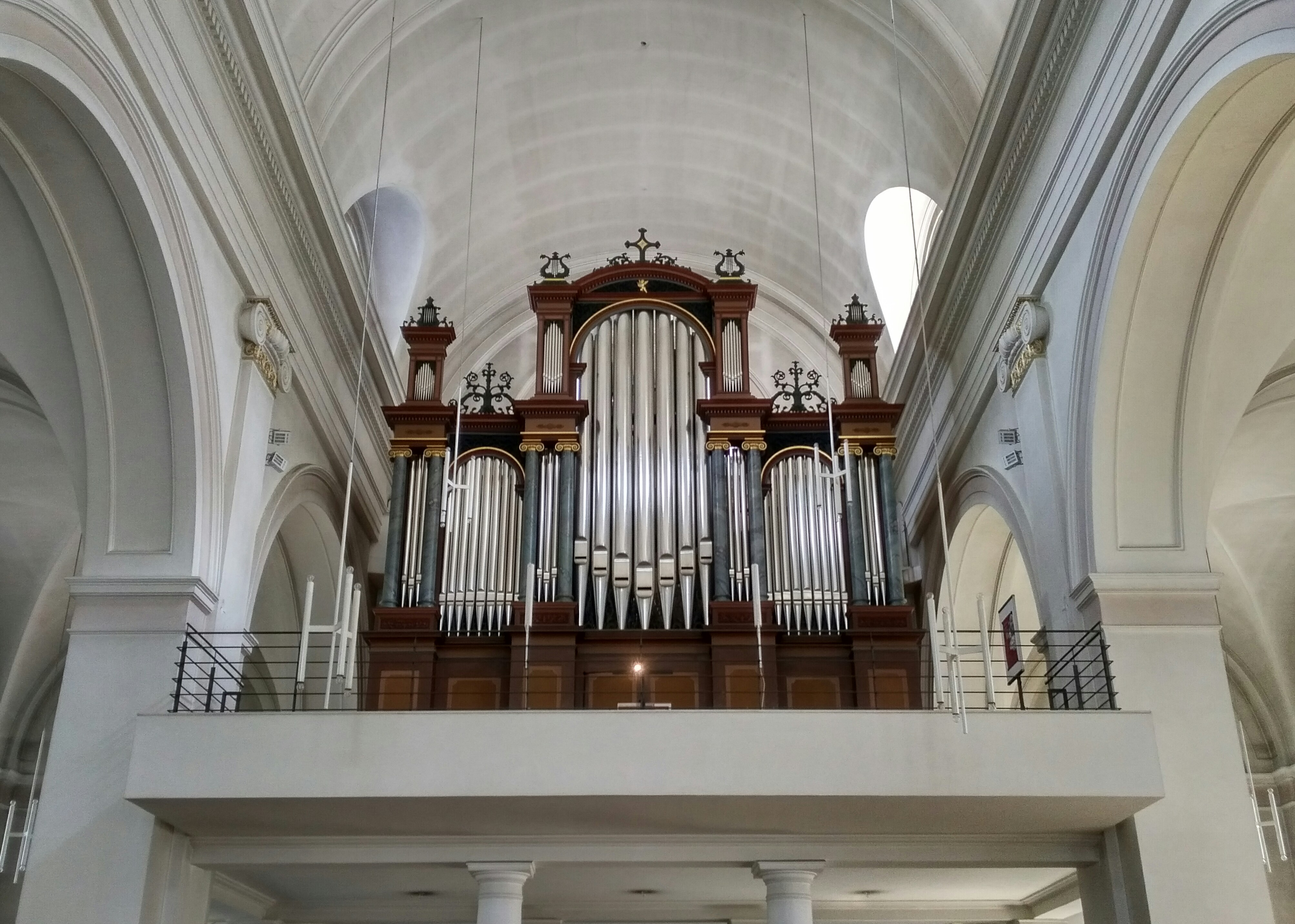
Die Walcker-Orgel in St. Maria

| I Manual C–f3 |                |        |
| 1.            | Principal      | 16′    |
| 2.            | Bourdon        | 16′    |
| 3.            | Principal      | 8′     |
| 4.            | Flöte          | 8′     |
| 5.            | Gemshorn       | 8′     |
| 6.            | Gedekt         | 8′     |
| 7.            | Viola da Gamba | 8′     |
| 8.            | Salicional     | 8′     |
| 9.            | Quintflöte     | 5 1⁄3′ |
| 10.           | Oktav          | 4′     |
| 11.           | Klein Gedekt   | 4′     |
| 12.           | Flûte Travers  | 4′     |
| 13.           | Quint          | 2 ⁄3′  |
| 14.           | Waldflöte      | 2′     |
| 15.           | Mixtur V       | 2′     |
| 16.           | Scharff III    | 1′     |
| 17.           | Trompete       | 8′     |

| II Manual C–f3 |               |       |
| 18.            | Gedekt        | 16′   |
| 19.            | Principal     | 8′    |
| 20.            | Gedekt        | 8′    |
| 21.            | Dolce         | 8′    |
| 22.            | Harmonica     | 8′    |
| 23.            | Rohrflöte     | 4′    |
| 24.            | Gemshorn      | 3′    |
| 25.            | Oktav         | 2′    |
| 26.            | Cornett III–V | 2 ⁄3′ |
| 27.            | Clarinette    | 8′    |

| III Manual C–f3 |               |    |
| 28.             | Physharmonica | 8′ |

| Pedal C–d1 |               |         |
| 29.        | Prinzipalbass | 16′     |
| 30.        | Quintbaß      | 10 2⁄3′ |
| 31.        | Violonbaß     | 16′     |
| 32.        | Subbaß        | 16′     |
| 33.        | Oktavbaß      | 8′      |
| 34.        | Violoncello   | 8′      |
| 35.        | Flöte         | 4′      |
| 36.        | Posaunenbaß   | 16′     |

- Koppeln: II/I, III/II, I/P, II/P

## Gemeinde
Die Gemeinde bestand bis 1998 als eine von zwei katholischen Kirchengemeinden in Schramberg und wurde dann mit der Schramberger Heilig-Geist-Kirchengemeinde zusammengelegt.
Der Kirchenchor der Gemeinde feierte 2011 sein 175-jähriges Bestehen.